# Gustavo Costas
Gustavo Adolfo Costas Makeira (Buenos Aires, 28 februari 1963) is een Argentijns voormalig voetballer die na zijn actieve carrière aan de slag ging als voetbaltrainer. Hij is sinds januari 2024 de hoofdtrainer van het Argentijnse Racing Club.

## Erelijst

### Als speler
Racing Club
- Supercopa Sudamericana: 1988

### Als trainer
Alianza Lima
- Primera División: 2003, 2004

 Cerro Porteño
- Primera División: 2005

 Barcelona
- Serie A: 2012

 Santa Fe
- Categoría Primera A: 2014 Finalización, 2016 Finalización
- Superliga Colombiana: 2015, 2017
- Suruga Bank Championship: 2016

 Racing Club
- CONMEBOL Sudamericana: 2024
- CONMEBOL Recopa: 2025

1 Hernández ·
2 Nervo ·
3 González ·
4 Abella ·
5 Santamaría · 
6 Zaldívar ·
7 Malcorra ·
8 Ibarra ·
11 Correa ·
12 Hernández · 
13 Aguirre · 
16 Reyes · 
15 Barbosa · 
17 Garnica · 
18 Robles ·
19 Ortega · 
20 Torres ·
21 Ramírez ·
22 Escobar ·
23 Gómez ·
24 Vázquez ·
25 Ávila ·
26 Rocha ·
27 Angulo ·
28 Trejo ·
30 Fraga ·
31 Gaspar ·
32 Villamarín ·
33 Quiñónez ·
Coach: Cocca